# Dawes Act
Il Dawes Act del 1887 (noto anche come General Allotment Act o Dawes Diversity Act del 1887) regolava i diritti sulla terra nei territori tribali negli Stati Uniti. Prese il nome dal senatore Henry L. Dawes del Massachusetts, e autorizzava il presidente degli Stati Uniti a suddividere le proprietà terriere nei comuni tribali dei nativi americani in assegnazioni per i capifamiglia e gli individui dei singoli nativi. Ciò convertì i sistemi tradizionali di proprietà fondiaria in un sistema di proprietà privata imposto dal governo, costringendo i nativi americani ad "assumere una relazione capitalista e proprietaria" che in precedenza non esisteva nelle loro culture. L'atto concesse alle tribù la possibilità di vendere le terre rimaste dopo l'assegnazione, al governo federale. Prima che la proprietà privata potesse essere dispensata, il governo doveva determinare "quali indiani erano idonei" per le assegnazioni, il che spinse una "ricerca ufficiale di una definizione federale di indianità".
Sebbene l'atto fosse stato approvato nel 1887, il governo federale, successivamente, implementò il Dawes Act "tribù per tribù". Ad esempio, nel 1895, il Congresso approvò l'Hunter Act, che amministrava il Dawes "tra gli Ute meridionali". Lo scopo nominale dell'atto era proteggere "la proprietà dei nativi" ma anche costringere "il loro assorbimento nel mainstream americano".
I popoli indigeni ritenuti "di sangue misto" furono costretti ad accettare la cittadinanza statunitense, mentre altri furono "detribalizzati". Tra il 1887 e il 1934, come risultato dell'atto, i nativi americani "persero il controllo di circa 40,5 milioni di ettari di terra" o circa "due terzi di quella che detenevano nel 1887". La perdita di terre e la rottura della leadership tradizionale delle tribù produssero effetti culturali e sociali negativi che da allora hanno spinto gli studiosi a riferirsi all'atto come a una delle politiche statunitensi più distruttive per i nativi americani nella storia.
Le "cinque tribù civilizzate" (Cherokee, Chickasaw, Choctaw, Muscogee e Seminole) erano inizialmente esentate dal Dawes Act. Nel 1893 venne costituita la Commissione Dawes come delegazione per registrare i membri delle tribù per l'assegnazione delle terre. Vennero a definire l'appartenenza tribale in termini di quantismo sanguigno. Ma, poiché non esisteva un metodo per determinare le linee di sangue precise, i membri della commissione spesso assegnavano lo "stato di sangue intero" ai nativi americani che erano percepiti come "scarsamente assimilati" o "legalmente incompetenti" e "stato di sangue misto" ai nativi americani che "somigliavano di più ai bianchi", indipendentemente da come si identificassero culturalmente.
Il Curtis Act del 1898 estendeva le disposizioni del Dawes Act alle "Cinque tribù civilizzate", richiedeva l'abolizione dei loro governi e lo scioglimento dei tribunali tribali, l'assegnazione di terre comuni a individui registrati come membri della tribù e la vendita di terre dichiarate eccedentarie. Questa legge era "una conseguenza della corsa alla terra del 1889 e completò l'estinzione delle rivendicazioni di terra indiane nel territorio, in violazione della promessa degli Stati Uniti che il territorio indiano sarebbe rimasto terra indiana in perpetuo" e finì per completare l'annullamento dei titoli di terra tribali nel territorio indiano preparando l'ammissione della terra del territorio all'Unione come Stato dell'Oklahoma.
Il Dawes Act venne nuovamente modificato nel 1906 con il Burke Act.
Durante la Grande depressione, il 18 giugno 1934 l'amministrazione Franklin D. Roosevelt approvò l'US Indian Reorganization Act (noto anche come legge Wheeler-Howard). Proibiva qualsiasi ulteriore assegnazione di terra e creava un "New Deal" per i nativi americani, che rinnovava i loro diritti di riorganizzarsi e formare autogoverni al fine di "ricostruire una base di terra adeguata".

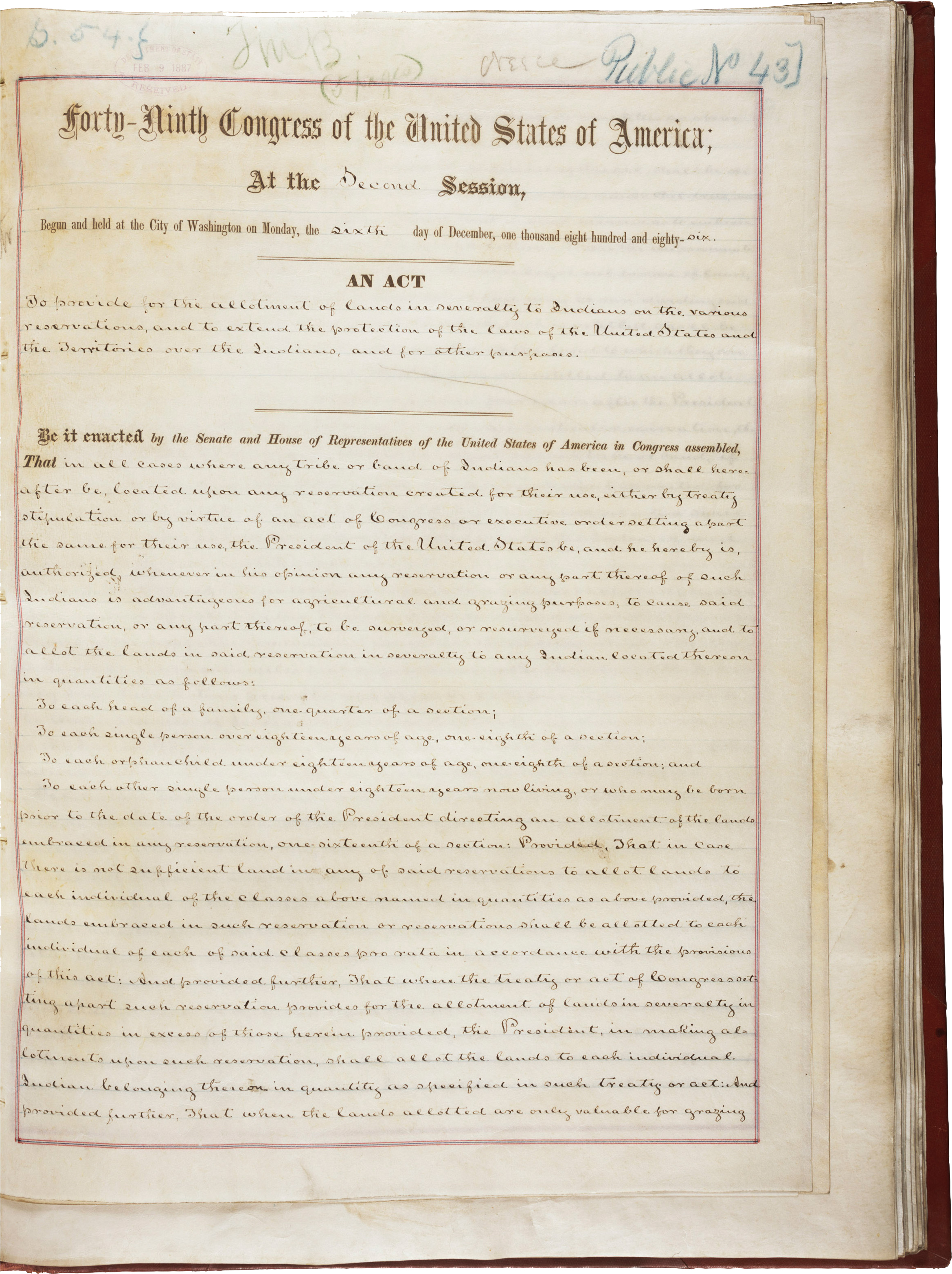
Prima pagina del Dawes Act

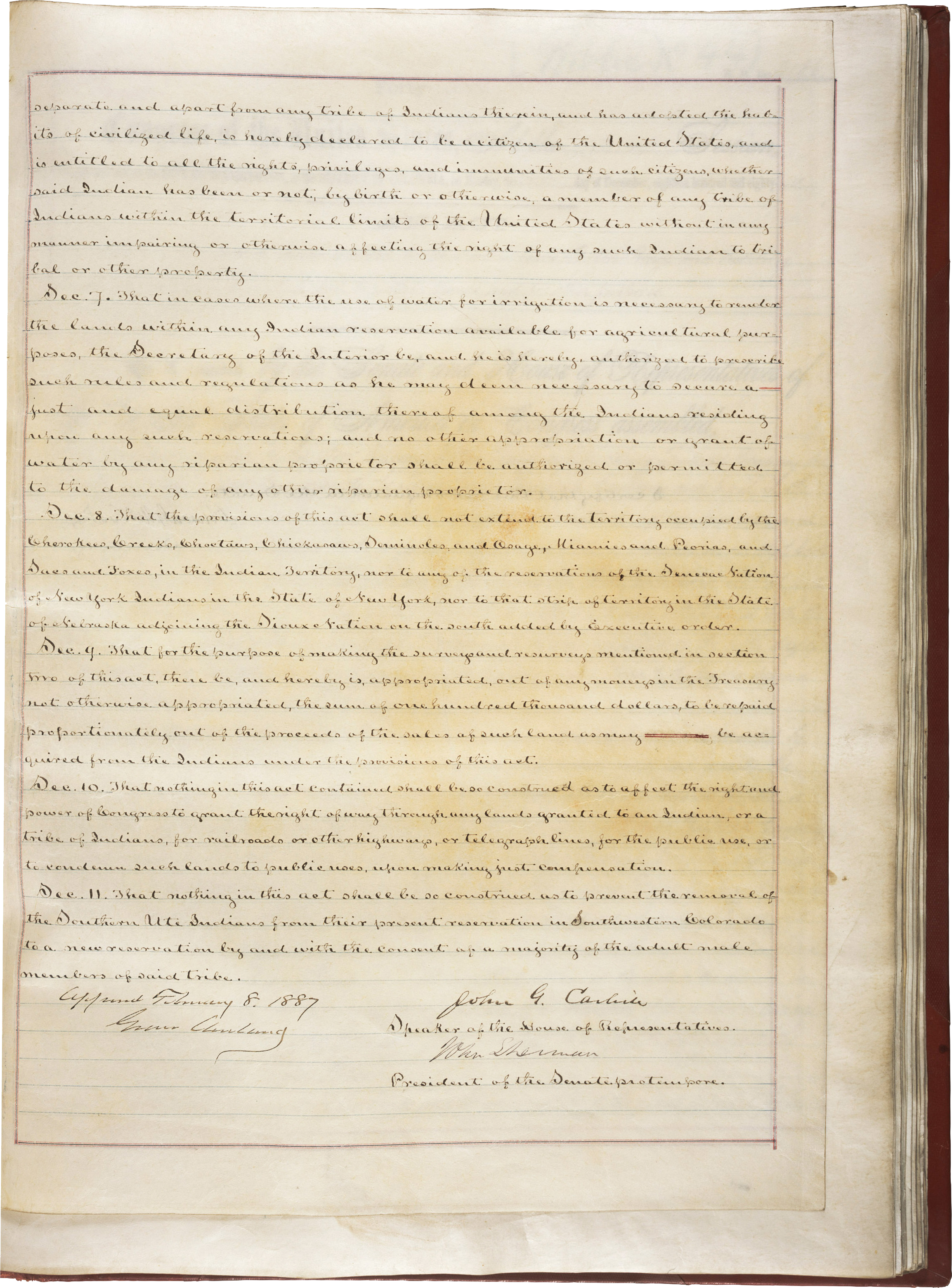
Seconda pagina del Dawes Act

## Il "problema indiano"
Durante i primi anni del 1800, il governo federale degli Stati Uniti tentò di affrontare quello che chiamava il "problema indiano". Numerosi nuovi immigrati europei si stavano insediando al confine orientale dei territori indiani, dove era stata trasferita la maggior parte delle tribù di nativi americani. I conflitti tra i gruppi andarono aumentando mentre le due parti gareggiavano per le risorse e operavano secondo diversi sistemi culturali. Molti europei americani non credevano che i membri delle due società potessero coesistere all'interno delle stesse comunità. Alla ricerca di una rapida soluzione al loro problema, William Medill, il Commissario per gli affari indiani, propose di stabilire "colonie" o "riserve" che sarebbero state esclusivamente per i nativi, simili a quelle che alcune tribù native si erano create nell'Est. Era una forma di rimozione in base alla quale il governo degli Stati Uniti avrebbe sradicato gli indigeni dalle posizioni attuali alle aree della regione al di là del fiume Mississippi. Ciò avrebbe consentito l'insediamento degli europei americani nel Sud-est, dove c'era una crescente domanda di accesso a nuove terre da parte loro. Con la rimozione degli indiani, i bianchi sarebbero stati protetti dai modi "malvagi" corrotti dei nativi subordinati.
La nuova politica intendeva concentrare i nativi americani in aree lontane dall'invasione dei coloni, ma provocò notevoli sofferenze e molti morti. Durante la fine del XIX secolo, le tribù dei nativi americani resistettero all'imposizione del sistema di riserva e si impegnarono per decenni con l'esercito degli Stati Uniti in quelle che, in Occidente, furono chiamate le guerre indiane. Alla fine sconfitte dalle forze militari statunitensi e dalle continue ondate di coloni invadenti, le tribù negoziarono accordi per reinsediarsi nelle riserve. I nativi americani rimasero con un totale di oltre 62,7 milioni di ettari di terreno, che andavano da aridi deserti a terre agricole.
Il sistema della riserva, sebbene imposto ai nativi americani, assegnò a ciascuna tribù la pretesa sulle loro nuove terre, la protezione sui loro territori e il diritto di autogovernarsi. Con il Senato degli Stati Uniti coinvolto solo per la negoziazione e la ratifica dei trattati, i nativi americani adattarono i loro modi di vita e cercarono di continuare le loro tradizioni. L'organizzazione tribale tradizionale, una caratteristica distintiva dei nativi americani come unità sociale, divenne evidente alle comunità non native degli Stati Uniti e creò un misto di emozioni. La tribù era vista come un gruppo altamente coeso, guidato da un capo eletto ereditario, che esercitava potere e influenza tra i membri della tribù grazie all'invecchiamento delle tradizioni. L'amministrazione del sistema di prenotazione rivelò corruzione e abusi a molti livelli e spesso i nativi americani rimasero a corto di rifornimenti, rendite e denaro.
Entro la fine degli anni 1880, molti politici statunitensi sembravano aver raggiunto un consenso sul fatto che l'assimilazione dei nativi americani nella cultura americana fosse la massima priorità e necessaria per la sopravvivenza stessa delle persone. Questa era la convinzione tra le persone che li ammiravano, così come quelle che pensavano di dover lasciare dietro di sé la proprietà terriera tribale, le riserve, le tradizioni e, in definitiva, le loro identità indiane. Il senatore Henry Dawes lanciò una campagna per "liberare la nazione dal tribalismo attraverso le virtù della proprietà privata, assegnando appezzamenti di terra ai capifamiglia indiani".
L'8 febbraio 1887, venne firmato il Dawes Allotment Act trasformato in legge dal presidente Grover Cleveland. Responsabile dell'assegnazione delle riserve tribali in appezzamenti di terreno per le singole famiglie, il Dawes Act era inteso dai riformatori propedeutico a raggiungere sei obiettivi:
- disgregazione delle tribù come unità sociale,
- incoraggiare iniziative individuali,
- favorire il progresso degli agricoltori autoctoni,
- ridurre i costi di amministrazione nativa,
- proteggere parti delle riserve come terra indiana,
- aprire il resto della terra ai coloni bianchi a scopo di lucro.[18]

La legge facilitò l'assimilazione; sarebbero diventati più "euroamericanizzati" man mano che il governo assegnava le riserve e gli indiani si adattavano all'agricoltura di sussistenza, il modello principale dell'epoca. I nativi americani avevano ideologie specifiche relative alla terra tribale, per loro la terra era una realtà da valutare e curare, rappresentava le piante e gli animali che producevano e sostenevano la vita, incarnava la loro esistenza e identità e faceva parte del loro ambiente di appartenenza. Contrariamente alla maggior parte delle loro controparti bianche, non vedevano la terra da un punto di vista economico.
Ma molti indigeni iniziarono a credere di doversi adattare alla cultura maggioritaria per sopravvivere. Avrebbero dovuto abbracciare queste convinzioni e arrendersi alle forze del progresso. Dovevano adottare i valori della società dominante e vedere la terra come proprietà immobiliare da acquistare e sviluppare; impararono a usare la loro terra in modo efficace per diventare agricoltori prosperi. Quando fossero stati introdotti come cittadini del paese, si sarebbero liberati di quei discorsi e delle ideologie che si presumeva fossero incivili e li avrebbero scambiati con quelli che avrebbero permesso loro di diventare cittadini operosi e autosufficienti, e infine si sarebbero liberati del loro "bisogno" della supervisione del governo.

## Disposizioni del Dawes Act
Le disposizioni importanti del Dawes Act erano:
1. Un capofamiglia avrebbe ricevuto una assegnazione di 65 ettari, una persona sola o orfana di età superiore ai 18 anni 32 ettari e le persone di età inferiore ai 18 anni 16 ettari ciascuno;
2. le assegnazioni sarebbero state mantenute in custodia dal governo degli Stati Uniti per 25 anni;
3. i nativi americani idonei avevano quattro anni per selezionare la loro terra; successivamente la selezione sarebbe stata fatta per loro dal Segretario dell'Interno.[22]

Ogni membro delle bande o tribù che riceveva un'assegnazione di terra era soggetto alle leggi dello Stato o del territorio in cui risiedeva. Ogni nativo americano che riceveva un'assegnazione di terra "e adottava le abitudini della vita civile" (vivendo separato dalla tribù) avrebbe ricevuto la cittadinanza degli Stati Uniti "senza in alcun modo pregiudicare il suo diritto a proprietà tribale o di altra natura".
Il Segretario dell'Interno poteva emanare regole per assicurare un'equa distribuzione dell'acqua per l'irrigazione tra le tribù, e prevedeva che "nessun'altra appropriazione o concessione di acqua da parte di alcun proprietario rivierasco sarebbe stata autorizzata o consentita a danno di qualsiasi altro proprietario rivierasco".
Il Dawes Act non si applicava al territorio di:
- Cherokee, Creek, Choctaw, Chickasaw, Seminole, Miami e Peoria nel Territorio indiano
- Osage, Sac e Fox nel Territorio dell'Oklahoma
- Ognuna delle riserve della Seneca Nation di New York
- A una striscia di territorio nello Stato del Nebraska confinante con la Nazione Sioux
- Alla Riserva del Lago Rosso Ojibwe
- Alla tribù Osage dell'Oklahoma

Le disposizioni furono successivamente estese alle tribù Wea, Peoria, Kaskaskia, Piankeshaw e Western Miami con un atto del 1889. L'assegnazione delle terre di queste tribù venne imposta dalla legge del 1891, che ampliò le disposizioni della legge Dawes.

### Emendamenti alla legge Dawes del 1891
Nel 1891 il Dawes Act venne modificato:
- Era consentita la distribuzione proporzionale quando la riserva non disponeva di terreno sufficiente per consentire a ciascun individuo di ricevere orti nelle quantità originarie e a condizione che quando il terreno era adatto solo al pascolo, tale terreno fosse assegnato in quantità doppia.[29]
- Criteri stabiliti per l'eredità[30]
- Non si applicava ai Cherokee Outlet[31]

### Disposizioni della legge Curtis
Il Curtis Act del 1898 estese le disposizioni del Dawes Act alle cinque tribù civilizzate nel territorio indiano ed eliminò il loro autogoverno, compresi i tribunali tribali. Oltre a provvedere all'assegnazione di terre ai membri tribali,  autorizzò la Commissione Dawes a determinare i membri al momento della registrazione dei membri tribali.

### Disposizioni del Burke Act
Il Burke Act del 1906 modificò le sezioni del Dawes Act relative alla cittadinanza statunitense (Sezione 6) e il meccanismo per le assegnazioni. Il Segretario degli Interni avrebbe potuto costringere i nativi americani ad accettare il titolo per la terra. La cittadinanza statunitense era concessa incondizionatamente al ricevimento dell'assegnazione della terra (l'individuo non aveva bisogno di spostarsi dalla riserva per ricevere la cittadinanza). La terra assegnata ai nativi americani era sottratta al Trust e soggetta a tassazione. Il Burke Act non si applicava a nessun nativo americano nel territorio indiano.

## Effetti

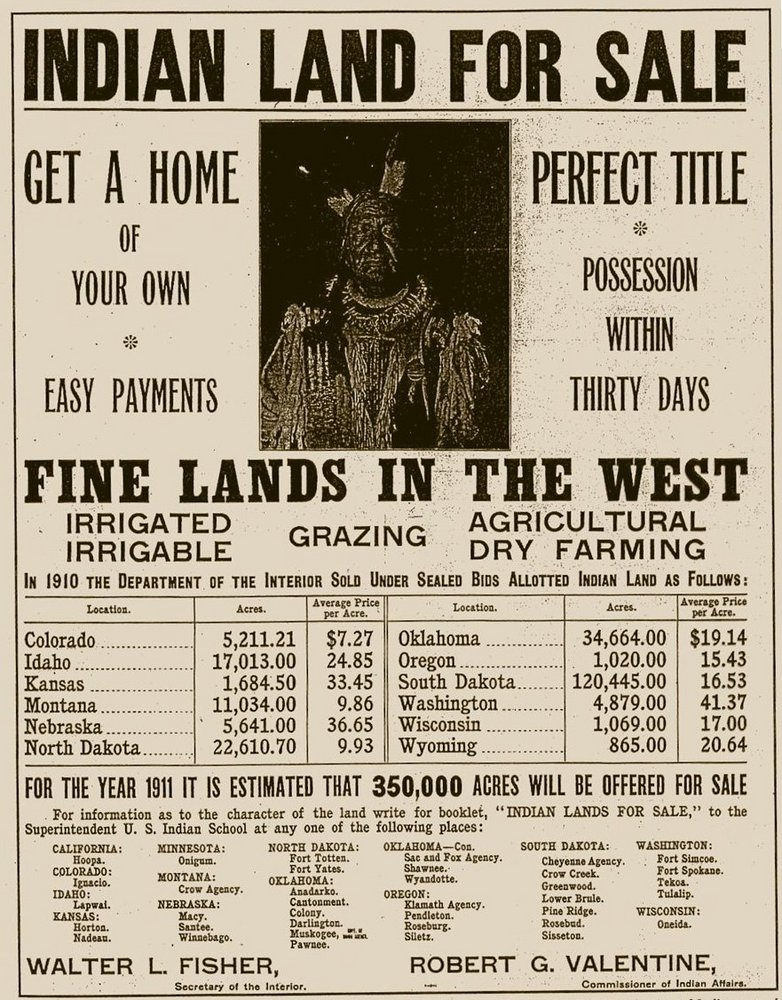
Un annuncio del 1911 che offre in vendita "terreni assegnati agli indiani"

### Identità e detribalizzazione
Gli effetti del Dawes Act furono distruttivi sulla sovranità, la cultura e l'identità dei nativi americani poiché autorizzavano il governo degli Stati Uniti a:
1. precludere legalmente il diritto sovrano degli indiani a definire sé stessi
2. implementava la nozione capziosa di quantismo sanguigno come criterio legale per definire gli indiani
3. istituzionalizzava le divisioni tra "sangue puro" e "sangue misto"
4. "detribalizzava" un segmento considerevole della popolazione indiana
5. si appropriava legalmente di vasti tratti di terra indiana

Il governo federale inizialmente considerava il Dawes Act come un "esperimento democratico" di tale successo che decise di sfruttare ulteriormente l'uso delle leggi sulla quantità di sangue e la nozione di "riconoscimento federale" come mezzo qualificato per "distribuire altre risorse e servizi come assistenza sanitaria e finanziamenti per l'istruzione" ai nativi americani molto tempo dopo il suo passaggio. Sotto Dawes, "gli appezzamenti di terreno furono dispersi" in base alle quantità di sangue percepite. Agli indigeni etichettati come "purosangue" furono assegnati "lotti di terra relativamente piccoli ceduti con brevetti fiduciari sui quali il governo manteneva il controllo completo per un minimo di venticinque anni". Coloro che erano etichettati come "sangue misto" erano assegnatari di  "appezzamenti di terra più grandi e migliori, con 'brevetti a pagamento semplici' (controllo completo), ma erano anche costretti ad accettare la cittadinanza statunitense e ad abbandonare lo status di appartenenti alla tribù".
Inoltre, i nativi americani che non "soddisfacevano i criteri stabiliti" come "sangue puro" o "sangue misto" furono "detribalizzati", essendo "privati della loro identità di indiani d'America e sfollati dalle loro terre d'origine, scartati nella nebulosa dell'alterità americana". Sebbene il Dawes Act fosse "tipicamente riconosciuto" come "l'istigazione principale alla divisione tra indiani tribali e detribalizzati", la storia della detribalizzazione negli Stati Uniti "precedette il Dawes".

### Perdita di terra
Il Dawes Act pose fine al possesso comune di proprietà dei nativi americani (con terreni coltivati spesso di proprietà privata di famiglie o clan), con il quale si erano assicurati che tutti avessero una casa e un posto nella tribù. L'atto "fu il culmine dei tentativi americani di distruggere le tribù e i loro governi e di aprire le terre indiane all'insediamento di non nativi americani e allo sviluppo delle ferrovie". La terra di proprietà dei nativi americani diminuì da 138 milioni di acri (560 000 km²) nel 1887 a 48 milioni di acri (190 000 km²)   nel 1934.
Il senatore Henry M. Teller del Colorado fu uno degli oppositori più espliciti dell'assegnazione. Nel 1881 disse che l'assegnazione era una politica "per spogliare i nativi americani delle loro terre e renderli vagabondi sulla faccia della Terra". Teller disse anche:
...il vero scopo [dell'assegnazione] è quello di raggiungere le terre indiane e aprirle all'insediamento. Le disposizioni, a beneficio apparente dei nativi americani, non sono che il pretesto per raggiungere le loro terre e occuparle.... Se ciò fosse fatto in nome dell'avidità, sarebbe già abbastanza grave, ma farlo in nome dell'umanità... è infinitamente peggio.
Nel 1890, lo stesso Dawes osservò l'incidenza dei nativi americani che perdevano le loro assegnazioni di terra a causa dei coloni: "Non ho mai conosciuto un uomo bianco che dopo aver messo piede sulla terra di un indiano lo abbia mai tolto". La quantità di terra nelle mani degli indigeni andò rapidamente esaurita passando da circa 150 milioni di acri (610 000 km²) a 78 milioni di acri (320 000 km²) entro il 1900. Il resto della terra, una volta assegnata ai nativi nominati, venne dichiarata in eccedenza e venduta a coloni non nativi, nonché a ferrovie e altre grandi società; altre sezioni furono convertite in parchi federali e complessi militari. La preoccupazione passò dall'incoraggiare la proprietà terriera nativa privata al soddisfare la domanda dei coloni bianchi di porzioni più ampie di terra.
Date le condizioni nelle Grandi Pianure, la terra concessa alla maggior parte degli assegnatari non era sufficiente per la redditività economica dell'agricoltura. La divisione della terra tra gli eredi alla morte degli assegnatari portò rapidamente al frazionamento. La maggior parte della terra assegnata, che poteva essere venduta dopo un periodo legale di 25 anni, venne infine venduta ad acquirenti non nativi a prezzi stracciati. Inoltre, la terra considerata "surplus", oltre a quella necessaria per l'assegnazione, venne aperta ai coloni bianchi, sebbene i profitti delle vendite di queste terre fossero spesso investiti in programmi destinati ad aiutare i nativi americani. Nel corso dei 47 anni di vita della legge, i nativi americani persero circa 90 milioni di acri (360 000 km 2) di terra del trattato, ovvero circa due terzi della base del 1887. Circa 90 000 nativi americani rimasero senza terra.

### Cultura e ruoli di genere
Il Dawes Act ostrinse i nativi americani ad adottare la cultura europea americana rendendo illegali le pratiche culturali indigene e indottrinando con la forza le pratiche e le ideologie culturali dei coloni nelle famiglie e nei bambini dei nativi americani. Trasferendo con la forza la terra nativa di proprietà della comunità in proprietà privata, il Bureau of Indian Affairs (OIA) "sperava di trasformare i nativi americani in contadini attraverso l'assegnazione di singole proprietà terriere note come assegnazioni". Nel tentativo di raggiungere questo obiettivo, il Dawes Act "mise fuori legge la cultura dei nativi americani e stabilì un codice dei reati indiani che regolava il comportamento individuale secondo le norme di condotta euroamericane". Qualsiasi violazione di questo codice doveva essere "processata in una Corte dei reati indiani in ogni riserva". Inclusi nel Dawes Act c'erano "fondi per istruire i nativi americani sui modelli di pensiero e comportamento euroamericani attraverso le scuole di servizio indiano".
Con il sequestro legalizzato di molte proprietà terriere dei nativi americani, le strutture indigene della vita domestica, i ruoli di genere e l'identità tribale furono alterate in modo critico, come previsto dalla società europea americana. Ad esempio, "un obiettivo importante del Dawes Act era quello di ristrutturare i ruoli di genere dei nativi americani". I coloni bianchi che incontrarono le società dei nativi americani, nella seconda metà del XIX secolo, "giudicarono il lavoro delle donne [nelle società native] come uno status inferiore a quello degli uomini" e presumevano che fosse un segno della "privazione di potere e della fatica delle donne indigene". Di conseguenza, "in termini evolutivi, i bianchi videro l'esecuzione da parte delle donne di quelli che sembravano essere compiti maschili, agricoltura, costruzione di case e raccolta di legname, come corruzione dei ruoli di genere e ostacolo al progresso”. In realtà, i compiti di genere "concedevano a molte donne indigene stima e persino ricompense e status all'interno delle loro tribù".
Dividendo le terre di riserva in appezzamenti di proprietà privata, i legislatori speravano di completare il processo di assimilazione costringendo i nativi americani ad adottare singole famiglie e rafforzare il nucleo familiare e i valori della dipendenza economica rigorosamente all'interno di questa piccola unità familiare. Il Dawes Act venne quindi implementato per distruggere i "modelli culturali nativi" attingendo "a teorie, comuni sia agli etnologi sia alle femministe, che vedevano il cambiamento ambientale come un modo per effettuare il cambiamento sociale". Sebbene la proprietà privata fosse la "pietra angolare" dell'atto, i riformatori "credevano che la civiltà potesse essere influenzata solo da cambiamenti concomitanti nella vita sociale" nelle comunità indigene. Di conseguenza, "promossero i matrimoni cristiani tra gli indigeni, costrinsero le famiglie a raggrupparsi sotto capi maschi (una tattica spesso applicata rinominando) e addestrarono gli uomini a occupazioni salariate incoraggiando le donne a rimanere a casa per le attività domestiche".

### Riduzione della sovranità
Nel 1906 il Burke Act (noto anche come legge sui brevetti forzati) emendò il GAA per conferire al Segretario dell'Interno il potere di rilasciare agli assegnatari un brevetto a pagamento semplice a persone classificate "competenti e capaci". I criteri per questa determinazione non sono chiari, ma significavano che gli assegnatari ritenuti "competenti" dal Segretario dell'Interno avrebbero visto la loro terra sottratta allo status di trust, soggetta a tassazione, e avrebbe potuto essere venduta dall'assegnatario. Le terre assegnate ai nativi americani ritenuti incompetenti, dal Segretario degli Interni, venivano automaticamente affittate dal governo federale. L'atto recitava:
... il Segretario all'Interno può, a sua discrezione, ed è autorizzato, ogni volta che sarà convinto che qualsiasi assegnatario di nativi americani sia competente e in grado di gestire i suoi affari, in qualsiasi momento, può far sì che gli sia rilasciato un brevetto a pagamento e successivamente tutte le restrizioni relative alla vendita, all'ingombro o alla tassazione di detti terreni devono essere rimosse.
L'uso della competenza aprì la categorizzazione, rendendola molto più soggettiva e aumentando così il potere di esclusione del Segretario all'Interno. Sebbene questo atto desse all'assegnatario il potere di decidere se mantenere o vendere la terra, data la dura realtà economica dell'epoca e la mancanza di accesso al credito e ai mercati, la liquidazione delle terre indiane era quasi inevitabile. Il Dipartimento all'Interno sapeva che praticamente il 95% della terra brevettata a pagamento sarebbe stata infine venduta ai bianchi.
Nel 1926, il Segretario all'Interno, Hubert Work, commissionò uno studio sull'amministrazione federale della politica indiana e sulla condizione dei nativi americani. Completato nel 1928, The Problem of Indian Administration comunemente noto come il Rapporto Meriam dal nome del direttore dello studio, Lewis Meriam, documentò frodi e appropriazioni indebite da parte di agenti governativi. In particolare, il rapporto Meriam rilevò che il General Allotment Act era stato utilizzato per privare illegalmente i nativi americani dei loro diritti sulla terra.
Dopo un ampio dibattito, il Congresso interruppe il processo di assegnazione ai sensi del Dawes Act promulgando l'Indian Reorganization Act del 1934 ("Wheeler-Howard Act"). Tuttavia, il processo di assegnazione in Alaska, ai sensi del separato Alaska Native Allotment Act, continuò fino alla sua revoca nel 1971 da parte dell'Alaska Native Claims Settlement Act.
Nonostante la conclusione del processo di assegnazione, nel 1934, gli effetti della legge generale sull'assegnazione continuano ancora nel presente. Ad esempio, una disposizione della legge era l'istituzione di un fondo fiduciario, amministrato dal Bureau of Indian Affairs, per raccogliere e distribuire i proventi di petrolio, minerali, legname e pascoli sulle terre dei nativi americani. La presunta gestione impropria del fondo fiduciario da parte della BIA ha portato a contenziosi, in particolare il caso Cobell v. Kempthorne (stabilito nel 2009 per 3,4 miliardi di dollari), per forzare una corretta contabilizzazione dei ricavi.

### Frazionamento
Per quasi cento anni, le conseguenze delle assegnazioni federali indiane si sono trasformate nel problema del frazionamento. Quando gli assegnatari originali morivano, i loro eredi ricevevano proprietà uguali e indivise nelle terre degli assegnatari. Nelle generazioni successive, le quote indivise più piccole discendevano alla generazione successiva. Le quote frazionate nelle singole terre assegnate ai nativi americani continuano a espandersi in modo esponenziale con ogni nuova generazione.
Ai giorno nostri, ci sono circa quattro milioni di proprietà nei 10 000 000 acri (40 000 km²) di terreni fiduciari di proprietà individuale, una situazione la cui entità rende la gestione dei beni fiduciari estremamente difficile e costosa. Questi quattro milioni di proprietari potrebbero espandersi a 11 milioni di entro il 2030 a meno che non venga adottato un approccio aggressivo al frazionamento. Ora ci sono singoli pezzi di proprietà inferiori allo 0,0000001% o 1/9 milionesimo dell'intera proprietà, che ha un valore stimato di 0,004 centesimo di dollaro.
Le conseguenze economiche del frazionamento sono gravi. Alcuni recenti studi di valutazione suggeriscono che quando il numero dei proprietari di un appezzamento di terreno raggiunge tra dieci e venti, il valore di quel lotto scende a zero. La terra altamente frazionata è a tutti gli effetti priva di valore.
Inoltre, il frazionamento della terra e il conseguente aumento del numero di conti fiduciari hanno prodotto rapidamente un incubo amministrativo. Negli ultimi 40 anni, l'area della terra fiduciaria è cresciuta di circa 80 000 acri (320 km²) all'anno. Circa 357 milioni di dollari vengono raccolti ogni anno da tutte le fonti di gestione patrimoniale fiduciaria, comprese le vendite di carbone, la raccolta di legname, le locazioni di petrolio e gas e altri diritti di passaggio e attività di locazione. Nessuna singola istituzione fiduciaria ha mai gestito tanti conti fiduciari quanti ne ha gestiti il Dipartimento dell'Interno nel secolo scorso.
L'Interno è coinvolto nella gestione di 100 000 contratti di locazione per singoli nativi americani e tribù su terreni fiduciari che comprendono circa 56 000 000 acri (230 000 km²). Leasing, permessi d'uso, ricavi di vendita e interessi di circa $ 226 milioni all'anno vengono raccolti da circa 230 000 conti individuali di denaro indiano (IIM) e circa $ 530 milioni all'anno vengono raccolti per circa 1 400 conti tribali. Inoltre, il fondo gestisce attualmente circa 2,8 miliardi di dollari in fondi tribali e 400 milioni di dollari in fondi individuali dei nativi americani.
Secondo le normative vigenti, le successioni devono essere condotte per ogni conto con patrimonio fiduciario, anche quelli con saldi compresi tra un centesimo e un dollaro. Mentre il costo medio per un processo di successione supera i $ 3 000, anche un processo semplificato e accelerato che costa solo $ 500 richiederebbe quasi $ 10 000 000 per testare i $ 5 700 in questi conti.
A differenza della maggior parte dei trust privati, il governo federale sostiene l'intero costo dell'amministrazione del trust indiano. Di conseguenza, al trust indiano non si applicano i consueti incentivi riscontrati nel settore commerciale per la riduzione del numero di conti piccoli o inattivi. Allo stesso modo, gli Stati Uniti non hanno adottato molti degli strumenti che gli Stati e gli enti del governo locale hanno per garantire che le proprietà non reclamate o abbandonate siano restituite a un uso produttivo all'interno della comunità locale.
Il frazionamento non è un problema nuovo. Negli anni 1920, la Brookings Institution condusse un importante studio sulle condizioni dei nativi americani e includeva dati sull'impatto del frazionamento. Questo rapporto, che divenne noto come Rapporto Meriam, fu pubblicato nel 1928. Le sue conclusioni e raccomandazioni hanno costituito la base per le disposizioni di riforma agraria che sono state incluse in quella che sarebbe diventata l'IRA. Le versioni originali dell'IRA includevano due titoli chiave, uno che trattava di successione e l'altro il consolidamento fondiario. A causa dell'opposizione a molte di queste disposizioni nel Paese indiano, spesso da parte dei principali allevatori e industrie europei-americani che affittavano terreni e altri interessi privati, la maggior parte è stata rimossa mentre il Congresso stava esaminando il disegno di legge. La versione finale dell'IRA includeva solo alcune misure di base di riforma agraria e successione. Sebbene il Congresso abbia consentito importanti riforme nella struttura delle tribù attraverso l'IRA e interrotto il processo di assegnazione, non ha affrontato in modo significativo il frazionamento come previsto da John Collier, allora Commissario per gli affari indiani, o dalla Brookings Institution.
Nel 1922, il Government Accountability Office (GAO) ha condotto un audit di 12 riserve per determinare la gravità del frazionamento su tali riserve. Il GAO ha scoperto che sulle 12 riserve per le quali ha compilato i dati, c'erano circa 80.000 proprietari distinti ma, a causa del frazionamento, c'erano oltre un milione di quote di proprietà associate a quei proprietari. Il GAO ha anche scoperto che se la terra fosse divisa fisicamente dagli interessi frazionari, molti di questi lotti rappresenterebbero meno di 900 cm2 quadrato di terreno. All'inizio del 2002, il Dipartimento dell'Interno ha tentato di replicare la metodologia di audit utilizzata dal GAO e di aggiornare i dati del rapporto GAO per valutare la continua crescita del frazionamento; ha rilevato che è aumentato di oltre il 40% tra il 1992 e il 2002.
Come esempio di frazionamento continuo, si consideri un tratto reale individuato nel 1987 in Hodel v. Irving, 481 US 704 (1987): "Il frazionamento è notevolmente peggiorato. Come notato sopra, in alcuni casi la terra è così altamente frazionata che non può mai essere resa produttiva. Con tali piccole quote di proprietà, è quasi impossibile ottenere il livello di consenso necessario per affittare il terreno. Inoltre, per gestire appezzamenti di terreno altamente frazionati, il governo spende più soldi per testare le proprietà, mantenere i registri dei titoli, affittare la terra e tentare di gestire e distribuire piccole quantità di reddito ai singoli proprietari di quanto non si percepisca come reddito dalla terra. In molti casi, i costi associati alla gestione di questi terreni possono essere significativamente superiori al valore dell'attività sottostante".

## Critiche
Angie Debo, in And Still the Waters Run: The Betrayal of the Five Civilized Tribes (1940), disse che la politica di assegnazione del Dawes Act (come successivamente esteso per applicarsi alle Five Civilized Tribes attraverso la Dawes Commission e il Curtis Act of 1898) è stata sistematicamente manipolata per privare i nativi americani delle loro terre e risorse. Ellen Fitzpatrick ha affermato che il libro di Debo "ha portato avanti un'analisi schiacciante della corruzione, della depravazione morale e dell'attività criminale che sono alla base dell'amministrazione bianca e dell'esecuzione della politica di assegnazione".